# Spring Hill (Tennessee)
Spring Hill és una població dels Estats Units a l'estat de Tennessee. Segons el cens del 2007 (special census) tenia 23.462 habitants.

## Demografia
Segons el cens del 2000, Spring Hill tenia 7.715 habitants, 2.634 habitatges, i 2.159 famílies. La densitat de població era de 168,2 habitants/km².
Dels 2.634 habitatges en un 50,3% hi vivien nens de menys de 18 anys, en un 72,3% hi vivien parelles casades, en un 6,9% dones solteres, i en un 18% no eren unitats familiars. En el 14,7% dels habitatges hi vivien persones soles el 2,8% de les quals corresponia a persones de 65 anys o més que vivien soles. El nombre mitjà de persones vivint en cada habitatge era de 2,9 i el nombre mitjà de persones que vivien en cada família era de 3,24.
Per edats la població es repartia de la següent manera: un 32,8% tenia menys de 18 anys, un 6,4% entre 18 i 24, un 42% entre 25 i 44, un 15,2% de 45 a 60 i un 3,6% 65 anys o més.
L'edat mediana era de 30 anys. Per cada 100 dones de 18 o més anys hi havia 98,4 homes.
La renda mediana per habitatge era de 60.872$ i la renda mediana per família de 62.643$. Els homes tenien una renda mediana de 50.819$ mentre que les dones 29.821$. La renda per capita de la població era de 21.688$. Entorn del 3,1% de les famílies i el 4% de la població estaven per davall del llindar de pobresa.

## Poblacions més properes
El següent diagrama mostra les poblacions més properes.